# رای جفری
رای جفری (به انگلیسی: Rhi Jeffrey) (زادهٔ ۲۵ اکتبر ۱۹۸۶) شناگر اهل ایالات متحده آمریکا است.